# Stefania Podgórska
Stefania Podgórska (épouse Burzmińska ; née le 2 juin 1921 à Przemyśl en Pologne et morte le 29 septembre 2018 à Los Angeles) est une Polonaise déclarée Juste parmi les nations.

## Biographie
Elle est issue d'une famille nombreuse de paysans. En 1938, son père décède des suites d'une maladie grave. L'année suivante, Stefania, alors âgée de 12 ans, commence à travailler dans la ville de Przemyśl dans un magasin appartenant à la famille juive Diamant, ces derniers la traitant comme si c’était leur fille. Quand les sœurs de Stefania (surnommée Fusia) déménagent, la famille Diamant la prend en charge. En 1942, pendant l'occupation allemande, elle cache, avec sa sœur Helena, 13 Juifs pendant 15 mois au grenier de l'immeuble situé rue Tatarska. Toutes ces personnes ont survécu à la guerre.
Après la fin des hostilités, elle s'installe à Wrocław avec son mari Maks Diamant (qui change de nom en Józef Burzmiński) et qui est l'un des Juifs qu'elle a sauvé. En 1958, ils émigrent en Israël, puis, en 1961, aux États-Unis.
En 1979, elle est déclarée, avec sa sœur Juste parmi les nations.
En 1991, elle reçoit le prix Courage to Care décerné par l'organisation Anti-Defamation League.
Son histoire a inspiré le film Hidden in silence réalisé en 1996. ainsoi que le roman "la lumière dans les combles", de Sharon Cameron (2021).